# Kvarnetjärnet (Skålleruds socken, Dalsland)
Kvarnetjärnet är en sjö i Melleruds kommun i Dalsland och ingår i Göta älvs huvudavrinningsområde.